# Szent Kasszián

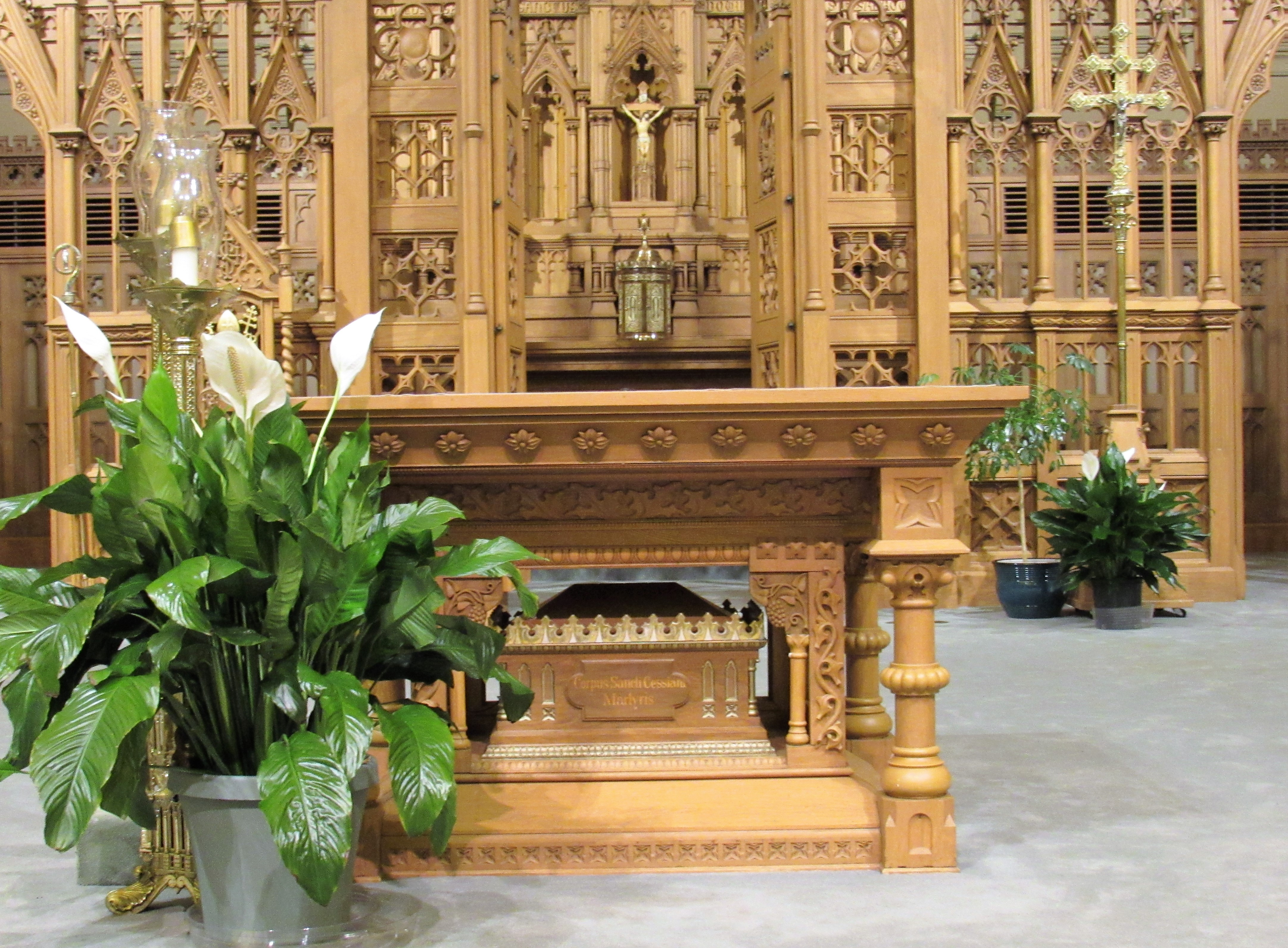
A Szent Rafael-székesegyház főoltárja, Dubuque, Iowa. Az oltárban található a Szent Kasszián maradványait tartalmazó láda

Szent Kasszián (latinul: Cessianus) (295–303) római katolikus szent és mártír. Nyolcévesen mártírhalált halt Diocletianus római császár üldözései során, 303-ban.

## Történelem
XVI. Gergely pápa 1838-ban átadta Mathias Loras püspöknek Kasszián maradványait. Loras magával vitte a maradványokat az Egyesült Államokba. A maradványokat az iowai Dubuque-ban található új Szent Rafael-székesegyház mellékoltárában helyezték el.
Az 1980-as évek közepén végzett felújítás után úgy döntöttek, hogy Kasszián maradványait az új, szabadon álló főoltár alá helyezik el. 1986. november 23-án Kasszián maradványait tartalmazó fadobozt a szentmise során helyezték el az oltárban, ahol jelenleg is van.

## Fordítás
Ez a szócikk részben vagy egészben  a   Cessianus című angol Wikipédia-szócikk ezen változatának fordításán alapul.  Az eredeti cikk szerkesztőit annak laptörténete sorolja fel. Ez a jelzés csupán a megfogalmazás eredetét és a szerzői jogokat jelzi, nem szolgál a cikkben szereplő információk forrásmegjelöléseként.